# Kateryna Burmistrova
Kateryna Volodymyrivna Burmistrova –en ucraniano, Катерина Володимирівна Бурмістрова– (Sumy, 20 de noviembre de 1979) es una deportista ucraniana que compitió en lucha libre. Ganó dos medallas en el Campeonato Mundial de Lucha, oro en 2002 y bronce en 2008, y nueve medallas en el Campeonato Europeo de Lucha entre los años 2004 y 2014.

## Palmarés internacional
| Campeonato Mundial | Campeonato Mundial  | Campeonato Mundial | Campeonato Mundial |
| Año                | Lugar               | Medalla            | Categoría          |
| ------------------ | ------------------- | ------------------ | ------------------ |
| 2002               | Calcis (Grecia)     | Medalla de oro     | 67 kg              |
| 2008               | Tokio (Japón)       | Medalla de bronce  | 67 kg              |
| Campeonato Europeo |                     |                    |                    |
| Año                | Lugar               | Medalla            | Categoría          |
| 2004               | Haparanda (Suecia)  | Medalla de oro     | 67 kg              |
| 2005               | Varna (Bulgaria)    | Medalla de oro     | 67 kg              |
| 2007               | Sofía (Bulgaria)    | Medalla de plata   | 67 kg              |
| 2009               | Vilna (Lituania)    | Medalla de oro     | 67 kg              |
| 2010               | Bakú (Azerbaiyán)   | Medalla de plata   | 67 kg              |
| 2011               | Dortmund (Alemania) | Medalla de oro     | 72 kg              |
| 2012               | Belgrado (Serbia)   | Medalla de plata   | 72 kg              |
| 2013               | Tiflis (Georgia)    | Medalla de bronce  | 72 kg              |
| 2014               | Vantaa (Finlandia)  | Medalla de bronce  | 75 kg              |